# Anaplerotische Reaktionen
Anaplerotische (altgriechisch ἀνά–πληρόω auffüllen, vollzählig machen) Reaktionen sind dem Citratzyklus zuliefernde Stoffwechselwege. Durch sie werden Verluste von Intermediaten des Citratzyklus, entstanden durch Abzweigung dieser Intermediate für Biosynthesen, ausgeglichen. Im Gegensatz dazu stehen cataplerotische Reaktionen.
Ein Beispiel für eine anaplerotische Reaktion ist die Synthese von Oxalacetat aus Pyruvat und Kohlenstoffdioxid, katalysiert durch die Pyruvat-Carboxylase:
Pyruvat + CO2 + ATP + H2O → Oxalacetat + ADP + Pi + 2 H+
Die für die Reaktion erforderliche Energie wird durch Hydrolyse von ATP zu ADP und Phosphat geliefert.
Diese Auffüllreaktion ist bei Säugern notwendig, da sie nicht das Enzym für die Umwandlung von Acetyl-CoA zu Oxalacetat oder zu einem anderen Intermediat besitzen. Weitere anaplerotische Stoffwechselpfade gehören zum Aminosäuremetabolismus: Dabei werden z. B. Aspartat bzw. Glutamat durch eine oxidative Desaminierung zu den Intermediaten Oxalacetat bzw. α-Ketoglutarat umgesetzt.